# Taxi (série télévisée, 1978)
Pour les articles homonymes, voir Taxi (homonymie).
Taxi est une série télévisée américaine en 114 épisodes de 30 minutes, créée par James L. Brooks, Stan Daniels (en) et David Davis (en), interprétée notamment par Danny DeVito, Tony Danza et Andy Kaufman. Taxi a été diffusé entre le 12 septembre 1978 et le 6 mai 1982 sur le réseau ABC, puis entre le 30 septembre 1982 et le 15 juin 1983 sur le réseau NBC.
En France, la série a été diffusée à partir du 13 mai 2000 sur TPS Cinéculte puis rediffusée sur Série Club.

## Synopsis
Les membres du personnel de la société de taxi de la ville de New York vont à leur travail pendant qu'ils rêvent de grandes choses.

## Distribution
- Danny DeVito : Louie De Palma
- Tony Danza　: Tony Banta
- Jeff Conaway : Bobby Wheeler
- Marilu Henner : Elaine Nardo
- Judd Hirsch : Alex Rieger
- Andy Kaufman : Latka Gravas
- Christopher Lloyd : Reverend Jim Ignatowski
- J. Alan Thomas : Jeff Bennett

## Épisodes

### Première saison (1978-1979)
1. Tel père telle fille (Like Father, Like Daughter)
2. Tony la frappe(One-Punch Banta)
3. Titre français inconnu (Blind Date)
4. La Carrière de Bobby (Bobby's Acting Career)
5. Qui ment, s'en repent (Come as You Aren't)
6. Une méthode infaillible (The Great Line)
7. Le Bal de la promo (High School Reunion)
8. Mariage blanc (Paper Marriage)
9. Problèmes d'argent (Money Troubles)
10. Les Hommes sont des brutes (Men are Such Beasts)
11. Souvenirs du Taxi 804 – 1re partie (Memories of Cab 804 - Part 1)
12. Souvenirs du Taxi 804 – 2e partie (Memories of Cab 804 - Part 2)
13. Poker de Noël (A Full House for Christmas)
14. Mamie tacot (Sugar Mama)
15. Les Amis (Friends)
16. Louis prête serment (Louie Sees the Light)
17. Le Raté d'Elaine (Elaine and the Lame Duck)
18. Bobby crève l'écran (Bobby's Big Break)
19. Titre français inconnu (Mama Gravas)
20. Alex frôle la mort (Alex Tastes Death and Finds a Nice Restaurant)
21. Rêve hollywoodien (Hollywood Calling)
22. Père par intérim (Substitute Father)

### Deuxième saison (1979-1980)
1. Louie tombe amoureux (Louie and the Nice Girl)
2. Honore ton père (Honor thy father)
3. La Bonne action (Reverend Jim : a Space Odyssey)
4. Nardo craque (Nardo Loses Her Marbles)
5. Laisse pas tomber, Bobby (Wherefore Art Thou, Bobby ? )
6. Angela Matusa « light » (The Lighter Side of Angela Matusa)
7. Deux hommes et une femme (A Woman Between Friends)
8. Le Défi (The Great Race)
9. L'Appartement (The Apartment)
10. Alex est amoureux (Alex's Romance)
11. Lakta se rebelle  (Lakta's Revolting)
12. Qui m'aime ? (Elaine's Secret Admirer)
13. Louie rencontre la famille (Louie Meets the Folks)
14. Titre français inconnu (Jim Gets a Pet)
15. Boxeur malgré lui (The Reluctant Fighter)
16. Tony et Brian (Tony and Brian)
17. La Montagnarde (Guess Who's Coming for Brefnish)
18. Le Prix de la gloire (What Price Bobby ?)
19. La Grève – 1re partie (Shut It Down - Part 1)
20. La Grève – 2e partie (Shut It Down - Part 2)
21. Alex saute en parachute (Alex Jumps out of an Airplane)
22. Vente aux enchères (Art Work)
23. Le Pays des rêves – 1re partie (Fantasy Borough - Part 1)
24. Le Pays des rêves – 2e partie (Fantasy Borough - Part 2)

### Troisième saison (1980-1981)
1. Titre français inconnu (Louie's Rival)
2. Amour impossible (Tony’s Sister and Jim)
3. Les Pères de la mariée (Fathers of the Bride)
4. Malentendu (Elaine’s Strange Triangle)
5. Retour au bercali (Going Home)
6. Titre français inconnu (The Ten Percent Solution)
7. L'Appel de la forêt (The Call of the Mild)
8. Les Biscouits de Latka (Latka's Cookies)
9. La Femme du patron (Thy Boss's Wife)
10. Tous chez Woody (The Costume Party)
11. L'Amie d'enfance d'Hélène (Elaine’s Old Friend)
12. Tony raccroche (Out of Commission)
13. Mystic taxi (Zen and the Art of Cab Driving)
14. La Mère de Louie (Louie's Mother)
15. Tendre cohabitation (Bobby's Roomate)
16. Louie renverse un vieille dame (Louie Bumps into an Old Lady)
17. Bobby se rebelle (Bobby and the Critic)
18. Un nouveau boulot – 1re partie (On the Job - Part 1)
19. Un nouveau boulot – 2e partie (On the Job - Part 2)
20. Latka le Playboy (Latka tha Playboy)

### Quatrième saison (1981-1982)
1. Jim l'extralucide (Jim the Psychic)
2. À nous l'Europe (Viena Waits)
3. Un Psy pour Latka (Mr Personalities)
4. Jim, directeur des programmes (Jim Joins the Network)
5. Louie infidèle (Louie's Fling)
6. Tel père, tel fils (Like Father, Like son)
7. Le Remariage (Louie's Mom Remarries)
8. Le Débutant (Fledgling)
9. Tony et son poulain (Of Mice and Tony)
10. Louie dépasse les bornes (Louie Goes Too Far)
11. Je veux vivre (I Wanna Be Around)
12. Le Départ de Bobby (Bobby Doesn’t Live Here Anymore)
13. Alex bourreau des cœurs (Nina loves Alex)
14. Tony, chauffeur de dames (Tony's Lady)
15. Le Retour de Simka (Simka Returns)
16. Jim et le Kid (Jim and the Kid)
17. Prenez mon ex, SVP (Take My Ex-Wife, Please)
18. Une coupe ratée (The Unkindest Cut)
19. Le Come-back de Tony (Tony's Comeback)
20. Iggy se met sur son 31 (Elegant Iggy)
21. Le Mariage de Latka et Simka (The Wedding of Latka and Simka)
22. La Vie à deux (Cooking for Two)
23. Un choix difficile – 1re partie (The Road Not Taken - Part 1)
24. Un choix difficile – 2e partie (The Road Not Taken - Part 2)

### Cinquième saison (1982-1983)
1. Simka, agence matrimoniale (The Shloogel Show)
2. L'Héritage de Jim (Jim's Inheritance)
3. Le Démon du jeu (Alex Goes off the Wagon)
4. Un mariage peu orthodoxe – 1re partie (Scenskees from a Marriage - Part 1)
5. Un mariage peu orthodoxe – 2e partie  (Scenskees from a Marriage - Part 2)
6. Crime et châtiment (Crime and Punishment)
7. Alex coursier (Alex the Gofer)
8. La Revanche de Louie (Louie's Revenge)
9. Tony prend la mer (Travels with My Dad)
10. Le Moine d'Elaine (Elaine and the Monk)
11. Le Mariage de Zena (Zena's Honeymoon)
12. Joyeux Noël (Get Me Through the Holidays)
13. Louie déménage (Louie Moves Uptown)
14. Titre français inconnu (Alex's Old Buddy)
15. Tendre cohabitation (Sugar Ray Nardo)
16. Rétrospective (A Taxi Celebration)
17. La Désillusion (Alex Gets Burned by an Old Flame)
18. L'Amour aveugle (Louie and the Blind Girl)
19. Arnie rencontre les enfants (Arnie Meets the Kids)
20. Tony futur papa (Tony's Baby)
21. Le Bar de Jim (Jim's Mario's)
22. Qu'il est bon de partager (A Grand Gesture)
23. Le Syndrome de Siska (Simka's Monthlies)

## DVD
Les 5 saisons sortie en DVD aux États-Unis + un coffret intégrale des 5 saisons sortie le 11 novembre 2014 (en France toujours inédit en video)